# Вутабосинське сільське поселення
Вутабо́синське сільське поселення (рос. Вутабосинское сельское поселение) — муніципальне утворення у складі Канаського району Чувашії, Росія. Адміністративний центр — село Вутабосі.

## Населення
Населення — 1222 особи (2019, 1434 у 2010, 1473 у 2002).

## Склад
До складу поселення входять такі населені пункти:
| Населений пункт         | Населення, осіб (2002) | Населення, осіб (2010) |
| ----------------------- | ---------------------- | ---------------------- |
| Вутабосі, село          | 848                    | 855                    |
| Каліково, присілок      | 288                    | 282                    |
| Сядорга-Сірми, присілок | 337                    | 297                    |